# Rudolf Hittmair
Rudolf Hittmair (* 30. Juli 1889 in Wien, Österreich-Ungarn; † 21. November 1940 in Innsbruck) war ein österreichischer Anglist.

## Leben
Rudolf Hittmair studierte ab 1908 in Innsbruck Philologie unter anderem bei Karl Brunner und Rudolf Fischer. Er promovierte 1912 an der Universität Innsbruck und wurde 1914 zum Kriegsdienst eingezogen. In dieser Zeit war er unter anderem als Erzieher für die Söhne des Erzherzogs Franz Ferdinand von Österreich-Este tätig. Im Jahr 1915 wurde er Assistent an der Österreichischen Nationalbibliothek und wirkte in Wien von 1920 bis 1927 als Bibliothekar, Verleger und Buchhändler.
Bereits 1925 habilitierte sich Hittmair und wurde im selben Jahr außerordentlicher und von 1927 bis 1932 ordentlicher Professor für Englische Sprache und Literatur an der TH Dresden, wo er mit Victor Klemperer bekannt wurde, der ihn in seinem Tagebuch als „wissenschaftliche Null“ bezeichnete. Als Direktor stand er dem Englischen Seminar vor und war Mitdirektor des Auslandsseminars der TH Dresden. Eine weitere Lehrstation war von 1932 bis 1936 die Universität Tübingen, wo er als Ordinarius lehrte.
Eine Nachfolge von Johannes Hoops als Professor für englische Philologie an der Universität Heidelberg wurde 1935 vom Rektor der Universität mit dem Hinweis abgelehnt, Hittmair sei „politisch nicht zuverlässig“.
Im Jahr 1936 folgte Hittmair einem Ruf der Universität Wien an das Seminar für englische Philologie, wo er den 1936 neugegründeten sprachwissenschaftlich ausgerichteten Lehrstuhl übernahm. Er forschte hier unter anderem zum englischen Verleger William Caxton und zur Sprache Geoffrey Chaucers.
Nach dem „Anschluss“ Österreichs wurde Hittmair aufgrund von Denunziationen am 1. September 1938 aus dem Staatsdienst entfernt und erhielt als politisch unzuverlässig auch keine Pension. Nach Einsprüchen namhafter Persönlichkeiten des Dritten Reichs, die Hittmairs nationalsozialistische Einstellung bezeugten, wurde ihm 1940 ein Teil seines Gehaltes wieder zugesprochen, sodass er seine Frau und die gemeinsamen fünf Kinder versorgen konnte. Nach seiner Entlassung aus dem Staatsdienst arbeitete Hittmair in der Wagner’schen Universitätsbuchhandlung in Innsbruck. Im Zuge des Überfalls auf Polen wurde Hittmair zudem als Reserveoffizier zur Wehrmacht eingezogen, verstarb jedoch bereits 1940 in Innsbruck.

## Werke
- England im Spiegel der State-poems Ende des 17., Anfang des 18. Jahrhunderts (1926)
- Mittelenglisches Lesebuch für Anfänger (zusammen mit Karl Brunner, 1929)
- William Caxton. Englands erster Drucker und Verleger (1931)
- Aus Caxtons Vorreden und Nachworten (1934)
- Wortbildende Kräfte im heutigen Englisch (1937)